# Blastocrithidia
Blastocrithidia – rodzaj pasożytniczych pierwotniaków należący do rodziny świdrowców (Trypanosomatidae).
Do rodzaju należą następujące gatunki:
- Blastocrithidia familiaris
- Blastocrithidia gerricola[1]
- Blastocrithidia gerridis – żyje w przewodzie pokarmowym nartników
- Blastocrithidia miridarum
- Blastocrithidia triatomae